# 葵區
葵區（日语：／ Aoi ku */?）是日本靜岡縣靜岡市的一個行政区，為2005年4月1日靜岡市成為政令指定都市后所設立，範圍為原靜岡市北部。為政令指定都市中面積最大的區。（最小的是大阪府大阪市浪速區，僅4.37平方公里）。
- OpenStreetMap上有關葵區的地理
- （日語） 官方网站